# 清田みくり
清田 みくり（きよた みくり、2002年8月20日 - ）は、日本の女優、ファッションモデル。アミューズ所属。

## 来歴
和歌山県出身、身長167cm。映画『マリと子犬の物語』が好きで女優に憧れ、中学3年のときに芸能界入り。2018年より、クリエーターズサイト「Negative pop」のモデルを開始。2019年には、NHK大河ドラマ『いだてん〜東京オリムピック噺〜』に聖火ランナーの鈴木久美江 役として重要な役どころで出演した。上京を機に本格的に演技を開始。2023年には、劇団 papercraftから主演としてのオファーがあり、舞台「人二人」で初主演を務めた。

## 人物
- 特技は、エレクトーンと書道[1][4]。WEBドラマ「きょうも片想い」では、劇中でピアノの連弾を披露している。
- インドア派で、休日はアニメを観るか映画やドラマを観て過ごしている[6]。

## 出演

### テレビドラマ
- さくらの親子丼2（2019年1月19日、1月26日、東海テレビ） - 大豆生田小百合子 役
- NHK いだてん〜東京オリムピック噺〜 第47回（2019年12月15日、NHK） - 鈴木久美江 役[2][8]
- 顔だけ先生（2021年10月9日 - 12月18日、東海テレビ・フジテレビ） - 内藤みう 役[9][10]
- だが、情熱はある 第2話（2023年4月16日、日本テレビ） - 望月 役
- クールドジ男子 第2話・第5話・第8話・第11話（2023年4月22日・5月13日・6月3日・6月24日、テレビ東京） - 紅野茜 役
- Suger Suger Honey 第6話（2024年3月11日、TOKYO MX） - 梶優香 役

### 映画
- 愛唄 -約束のナクヒト-（2019年1月25日、東映）
- チア男子!!（2019年5月10日、バンダイナムコアーツ、ポニーキャニオン） - ひまわり食堂のアルバイト 役
- 殺さない彼と死なない彼女（2019年11月15日、KADOKAWA、ポニーキャニオン）
- 胸が鳴るのは君のせい（2021年6月4日、東映）
- 野球部に花束を（2022年8月11日、日活） - 高瀬マリ（新入女子部員） 役
- モダンかアナーキー（2023年7月1日、『モダンかアナーキー』同盟） - ユイ 役
- 水深ゼロメートルから（2024年5月3日、SPOTTED PRODUCTIONS） - チヅル 役[11]

### その他のテレビ番組
- 痛快TV スカッとジャパン ウソみたいなホントの話「痴漢えん罪から始まったウソみたいな恋話」（2019年11月18日。フジテレビ） - 成本野絵 役
- 町中華で飲ろうぜ（2024年4月8日 - 、BS-TBS）[12]

### WEBドラマ
- きょうも片想い（2019年3月1日 - 20日、BSフジ/WATCHY） - 芦名優貴（ゆっきー） 役
  - Episode.19 「恋のセッション」（2019年3月19日）
  - Episode.20 「無機物の恋」（2019年3月20日）
- First Love 初恋（2022年11月24日、Netflix）- 繁田のぞみ(ノン子) 役[13]
- クロちゃんずラブ〜やっぱり、愛だしん〜 第3話（2023年3月23日、Paravi）- 黒川明人の妹 役

### 舞台
- 劇団 papercraft 第7回公演「世界が朝を知ろうとも」（2022年9月28日 - 10月2日、すみだパークギャラリーささや）[14]
- 劇団 papercraft 第9回公演「人二人」(2023年6月8日 - 6月11日、横浜赤レンガ倉庫)[15] - 主演

### MV
- 由薫 「星月夜」 - YouTube（2023年2月8日）[16]
- YuMe 「君のいる空へ」 - YouTube（2023年5月28日）

### CM
- 駿台予備校 「合格まで、手を離さない。」篇（2021年）
- 裏少年サンデーコミックス「ザッケン!」1巻PR ショートムービー（2022年） - 徳田みみ 役[17]
- NTTドコモ 「ブレない青春」編（2023年）
- みずほ銀行 「黒島先輩に聞いてみた!」みずほ口座開設&手続きアプリ編、みずほダイレクトアプリ編（2023年）
- 日本コカ・コーラ 「ジョージア」「毎日って、けっこうドラマだ。冬」篇（2023年）
- モンスターストライク 「『機動戦士ガンダムSEED FREEDOM』×モンストコラボ」篇（2024年）[18]

### ラジオ
- NHK FMシアター「包帯クラブ ルック・アット・ミー!」（2023年10月21日・28日、NHK-FM） - タンシオ 役

### スチール・広告
- 鈴乃屋 「2023年卒業袴」（2022年）

### その他
- クリエーターズサイト 「ネガティブポップ」（2018年9月 - ） - モデル[19]
- 裏少年サンデーコミックス「ザッケン！」1巻PR ショートムービー（2022年4月19日、マンガワン） - 徳田みみ 役[20]